# Jerichower Schweiz

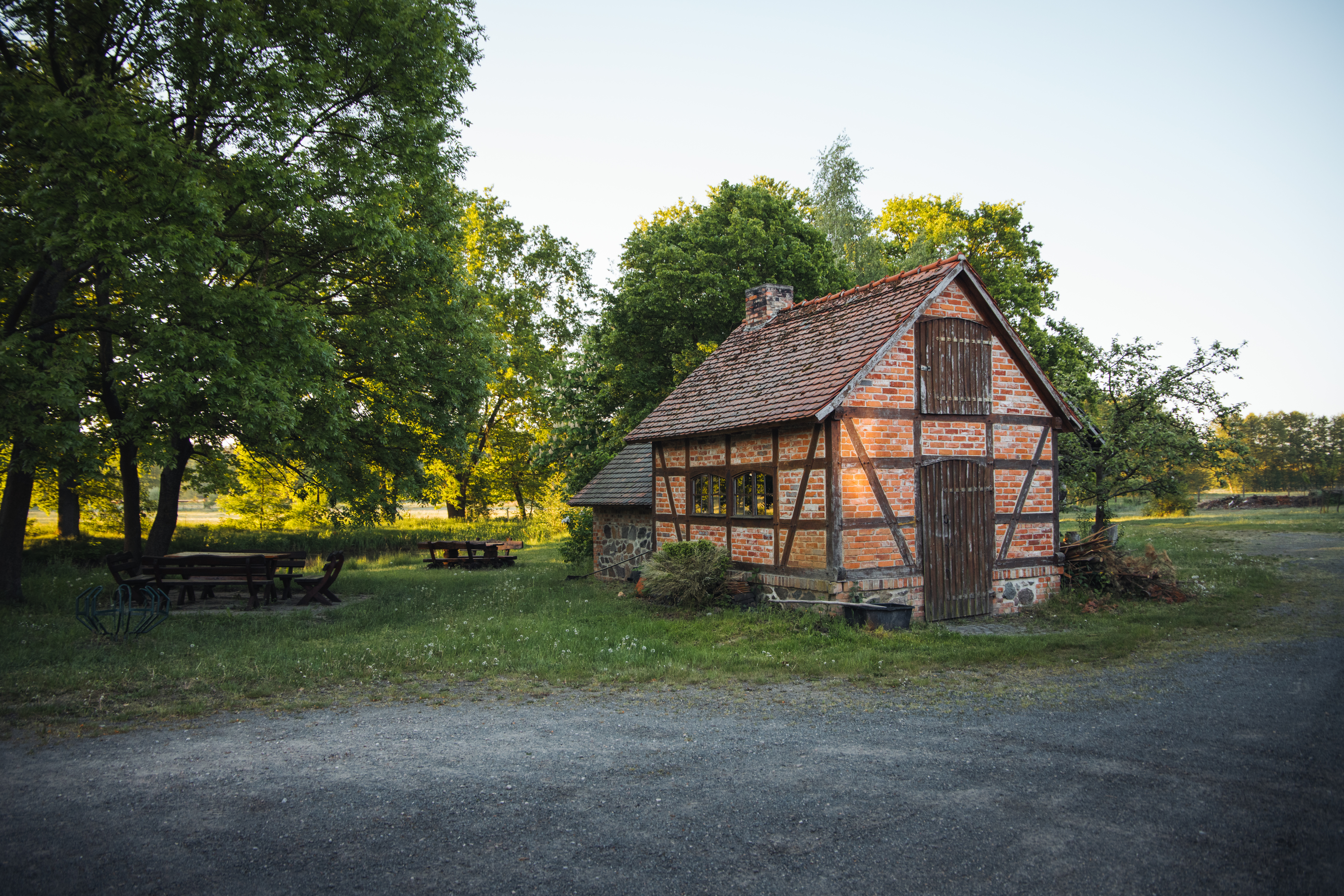
Backhaus des Jerichower Land-Hofs am Dorfteich Schopsdorf

Die Jerichower Schweiz ist ein Ausläufer des Fläming und eine historische Kulturlandschaft im Gebiet des Landkreises Jerichower Land, im Nordosten von Sachsen-Anhalt.

## Geografie

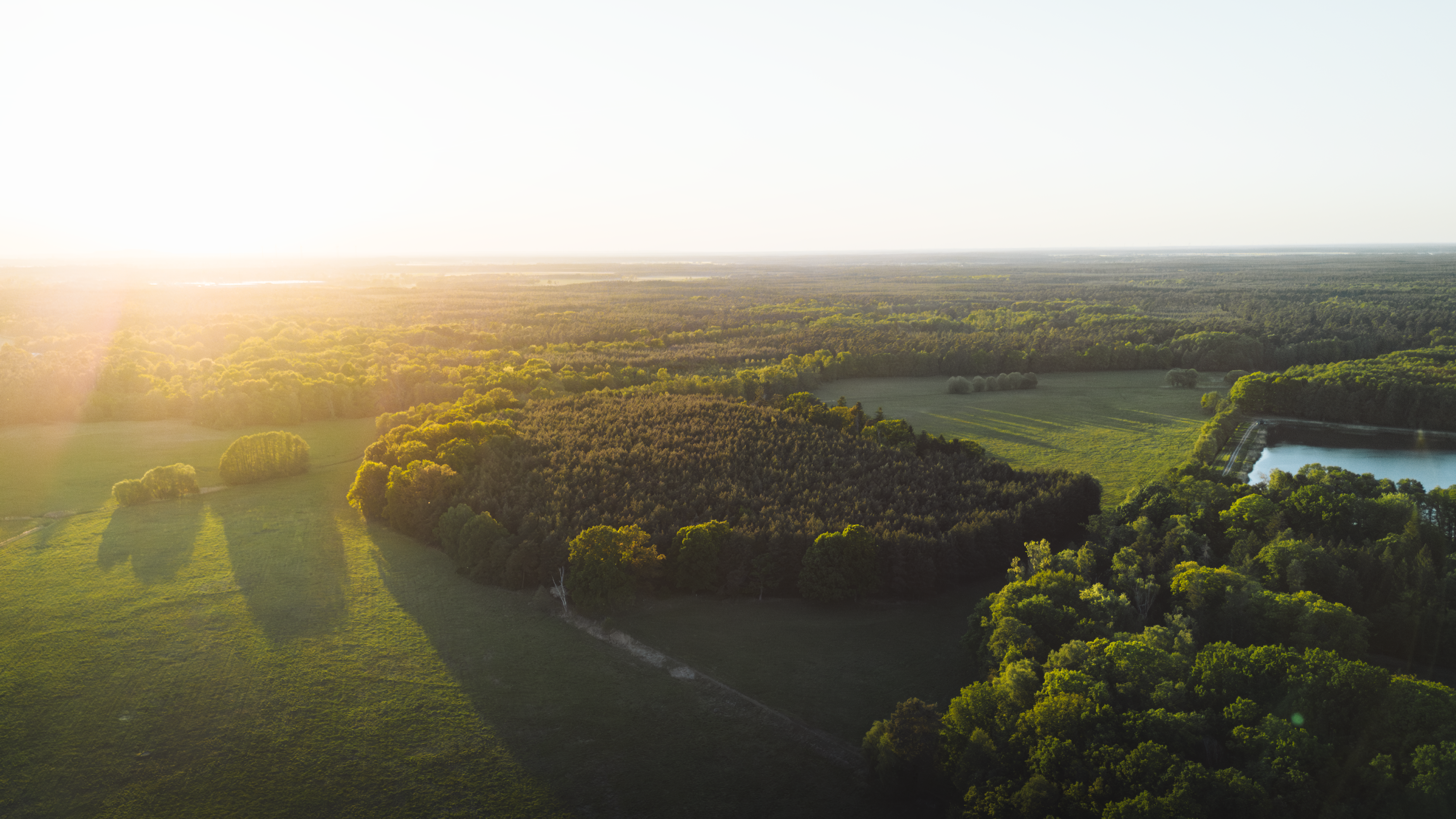
Großer Düngberg bei Wüstenjerichow

Die Jerichower Schweiz liegt im Landkreis Jerichower Land und umfasst unter anderem die Orte Waldrogäsen, Wüstenjerichow, Drewitz, Dörnitz, Altengrabow, Magdeburgerforth, Schopsdorf, Reesdorf, die Ortschaft Dretzen in Brandenburg und den nördlichen Teil des Truppenübungsplatz Altengrabow mit den Wüstungen Gloine, Rosenkrug und Briesenthal. Das Gebiet wird durch kleine Hügelketten, wie die Eichberge und die Klingeberge, geprägt, die mit Höhen von etwa 80 bis 100 Metern über dem Meeresspiegel zu den höchsten Erhebungen der Region zählen. Von Süden her fließen der Gloinebach, der Dreibach, der Ringelsdorfer Bach und die Strulle durch das Gebiet. Zum Gebiet der Jerichower Schweiz gehören in Teilen auch das FFH-Gebiet Ringelsdorfer-, Gloine- und Dreibachsystem im Vorfläming und das Naturschutzgebiet Magdeburgerforth. Die Jerichower Schweiz wird im Süden durch die Ihle, Arminhügel, Pandurengrund und Kroatenwinkel, sowie im Osten durch die Buckau begrenzt. Besonders prägend für die Region ist das Gloinetal. Die Gloine ist der wasserreichste Bach in der Jerichower Schweiz und ließ Wiesen, Feuchtgebiete, Moore und alte Buchen-, Eichen- und Mischwälder entstehen. Das naturnahe Quellgebiet gilt unter Fachleuten als eines der schönsten in Sachsen-Anhalt.

Einige Erhebungen der Jerichower Schweiz wurden im Laufe der Zeit namentlich erfasst. Diese Hügel und Berge prägen das Landschaftsbild und sind oft Zeugen der traditionellen Flurnamensgebung der Region. Ihre Namen geben Hinweise auf historische Nutzungen, Tierbeobachtungen oder lokale Legenden. Der Höhe nach absteigend sind dies Klingeberge (98 m), Großer Ziegelberg (97 m), Haasenberge (92 m), Mäuseberge (91 m), Küsterberg (86 m), Ziesarberg (85 m), Puterberge (84 m), Fuchsberg (81 m), Eichberge (80 m), Großer Düng (77 m), Schinderberg (76 m), Hinterberge (73 m) und Rehberge (70 m).

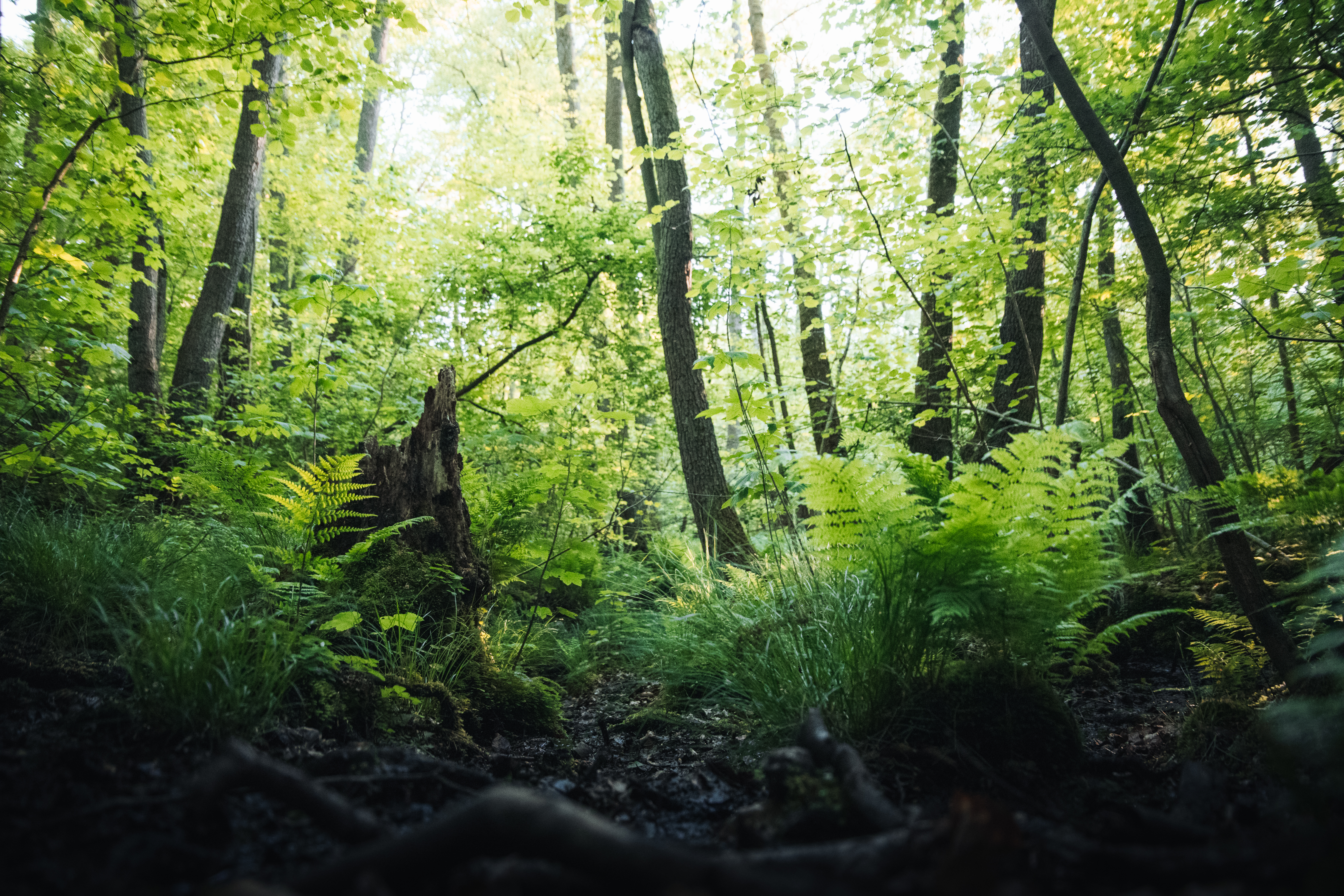
Moor bei Wüstenjerichow
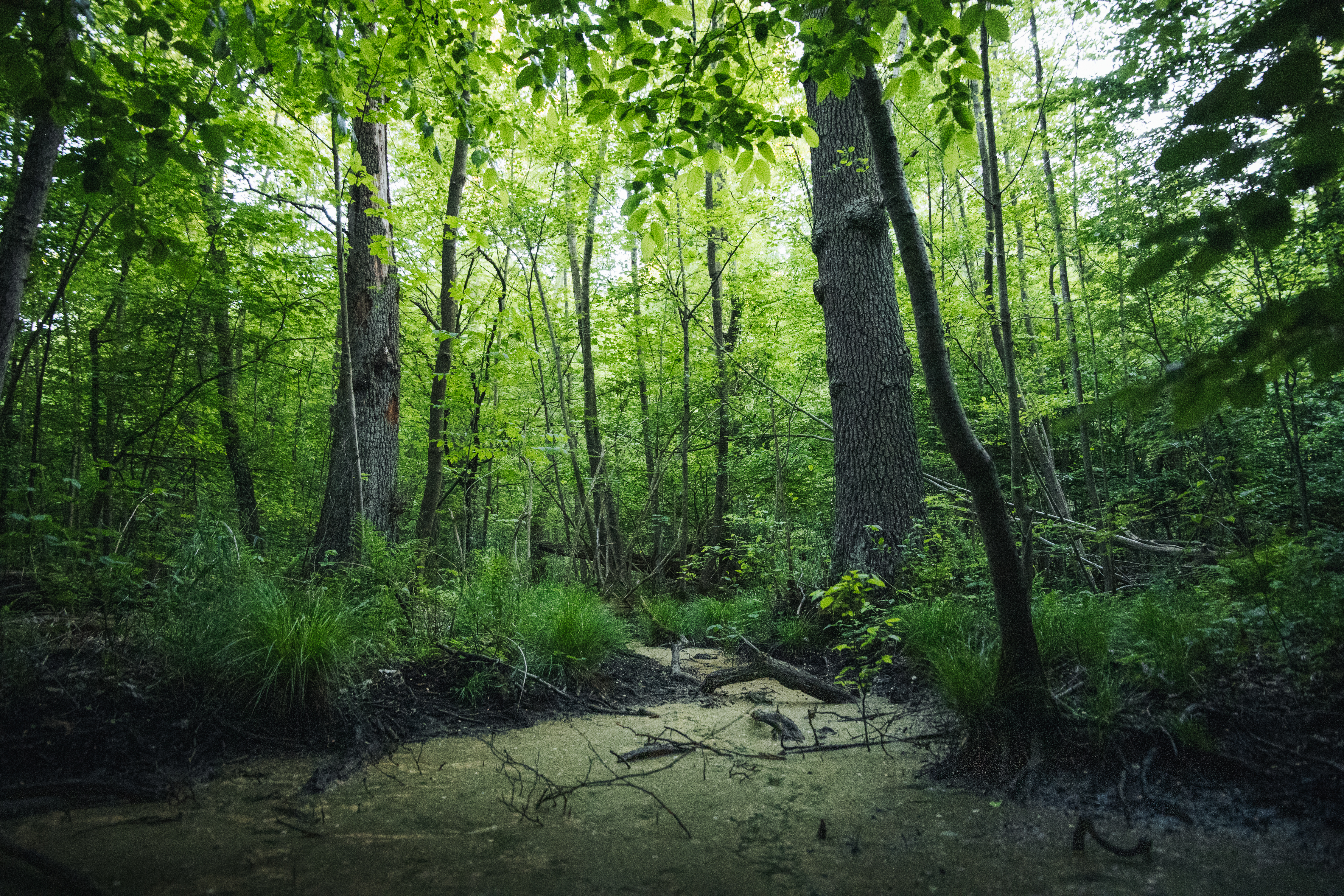
Moor bei Waldrogäsen
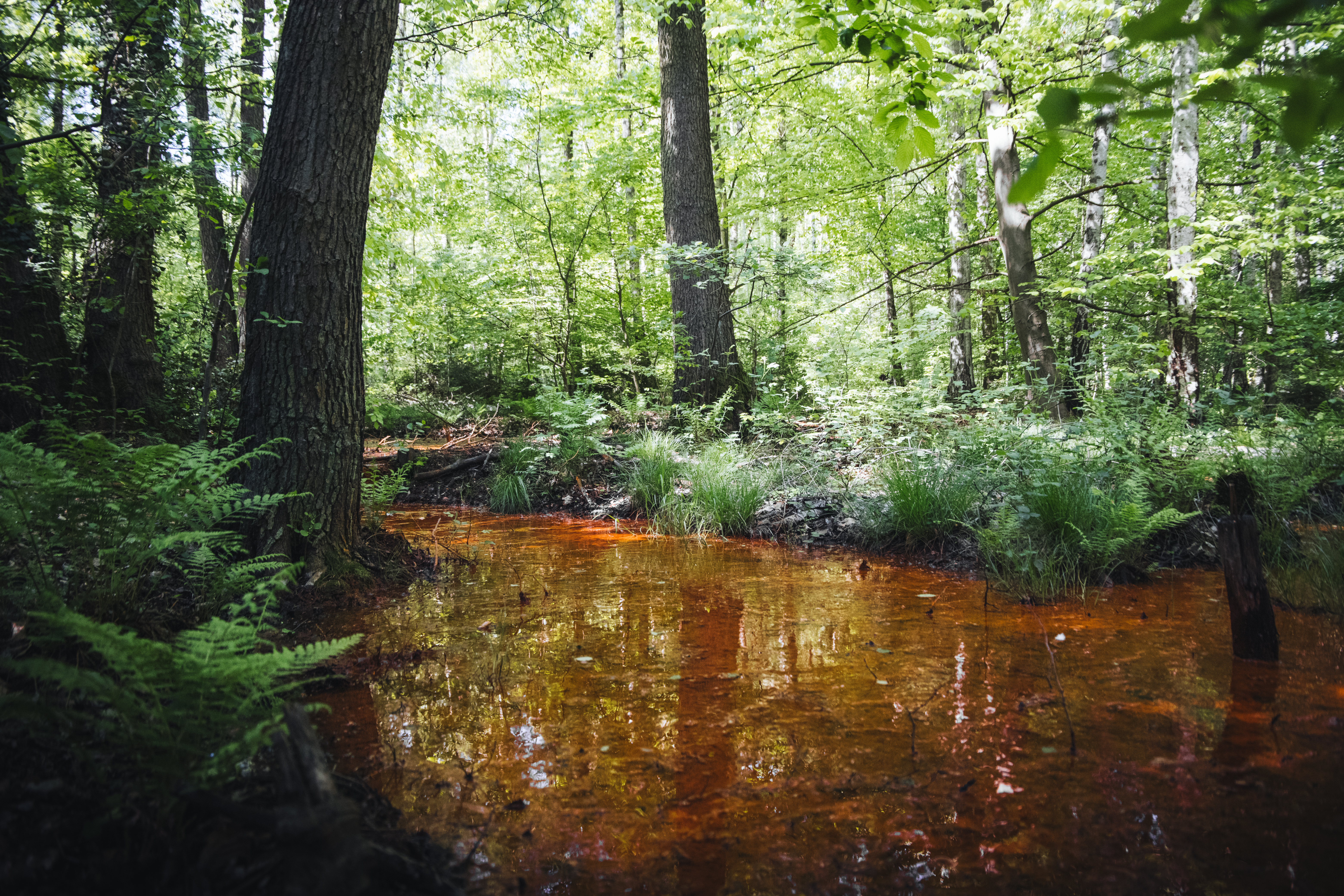
Ottoquelle bei Magdeburgerforth
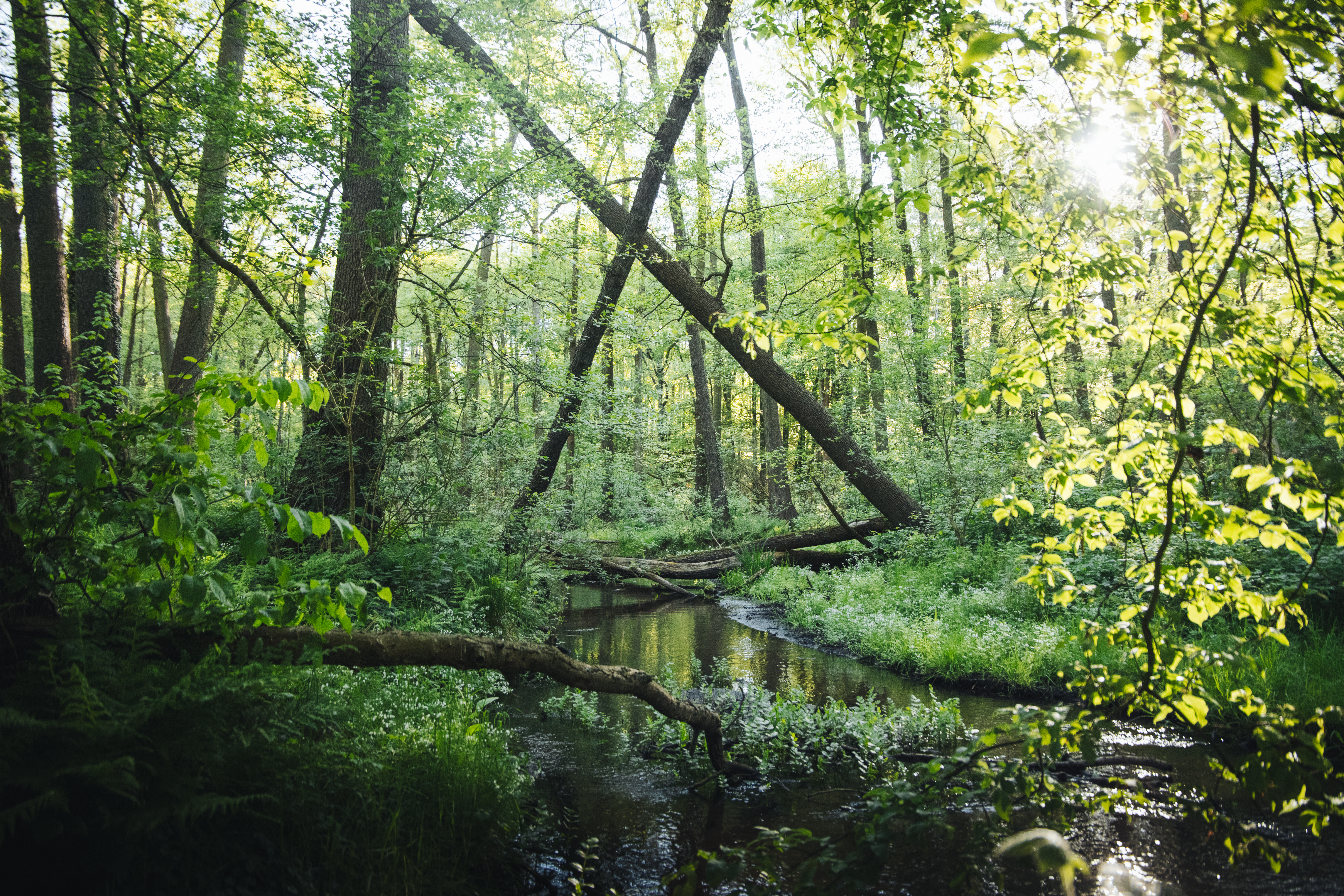
Gloinetal bei Magdeburgerforth
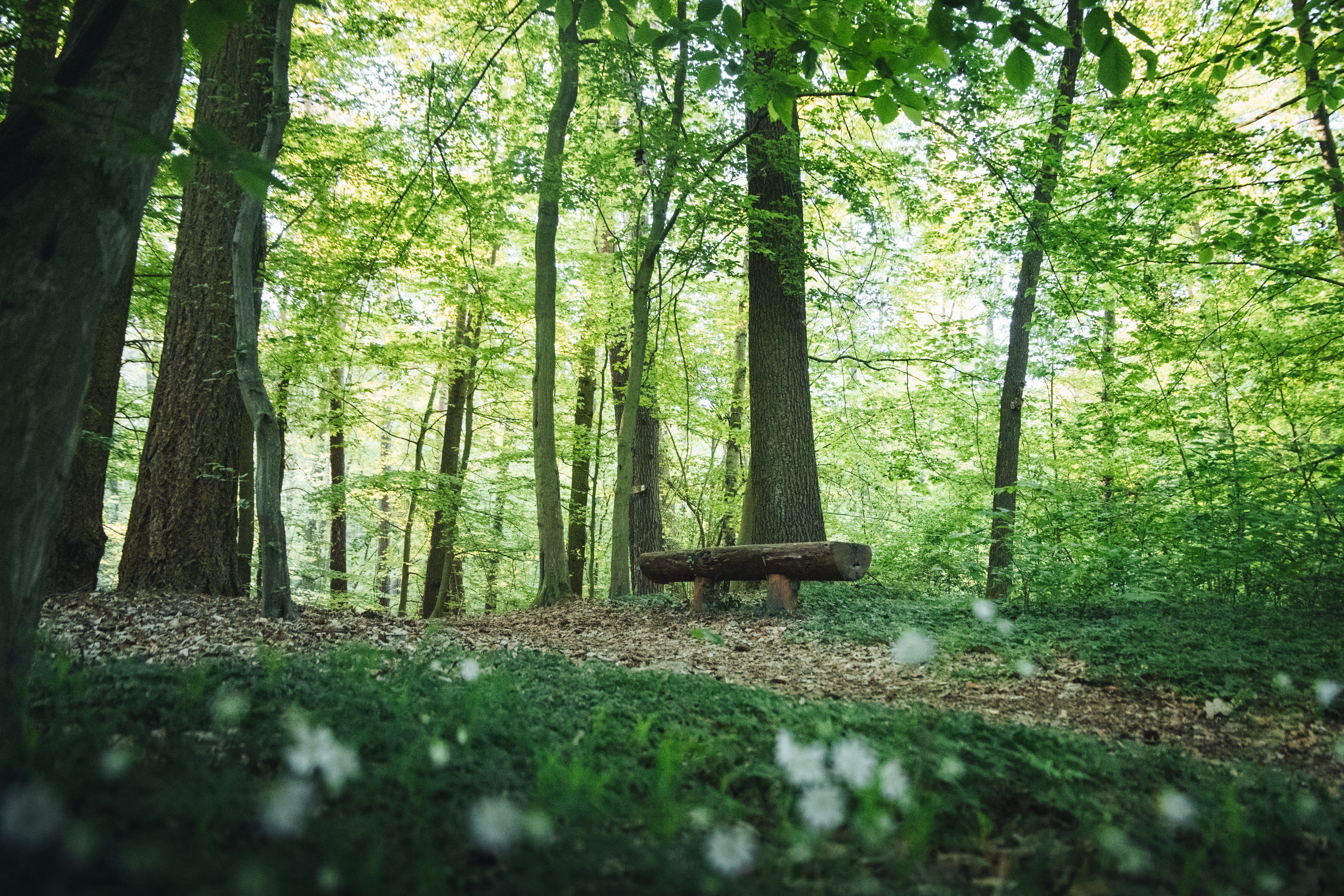
Gloinetal Wanderweg

## Geschichte

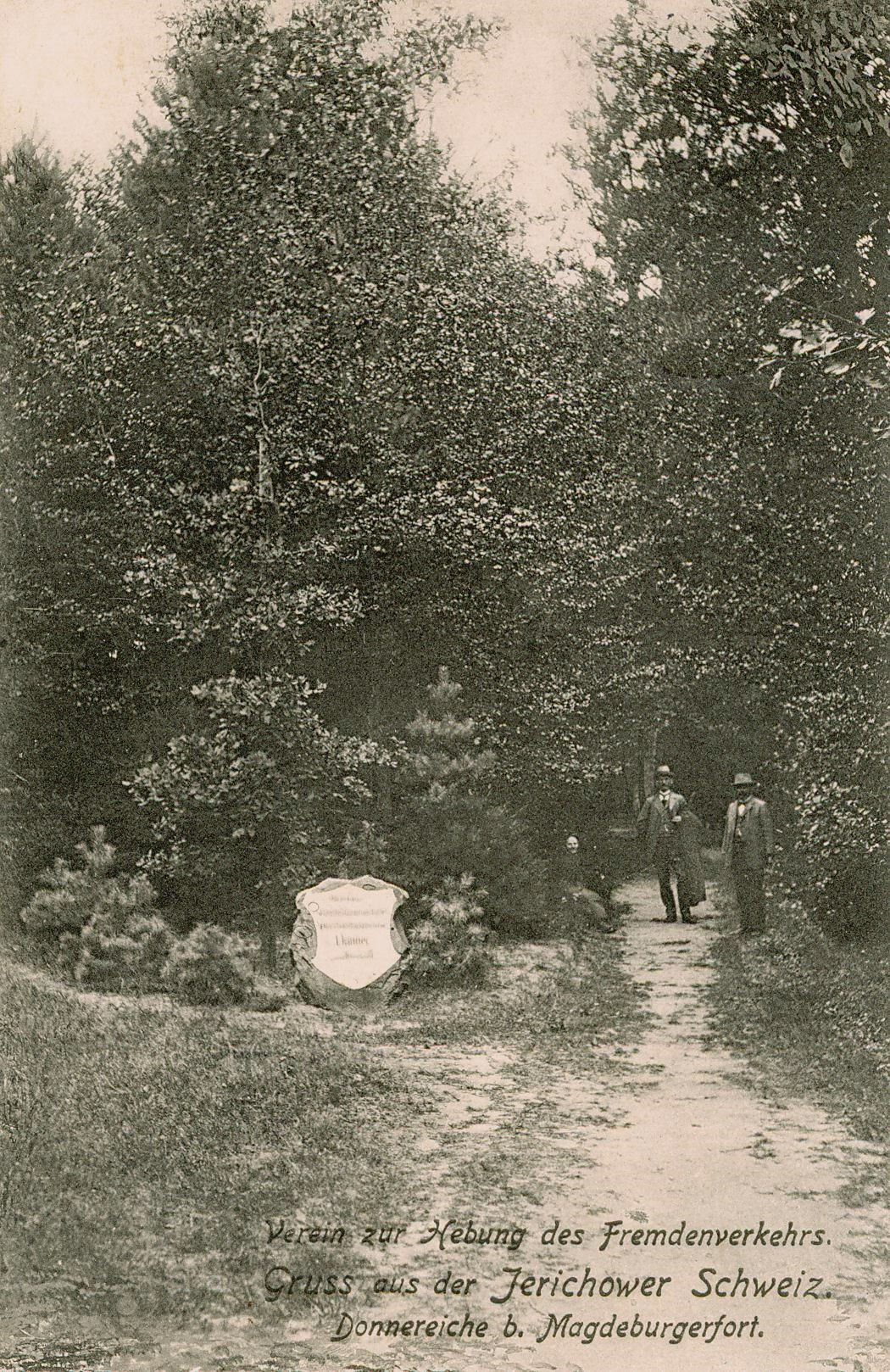
Verein zur Hebung des Fremdenverkehrs an der Donnereiche Magdeburgerforth.

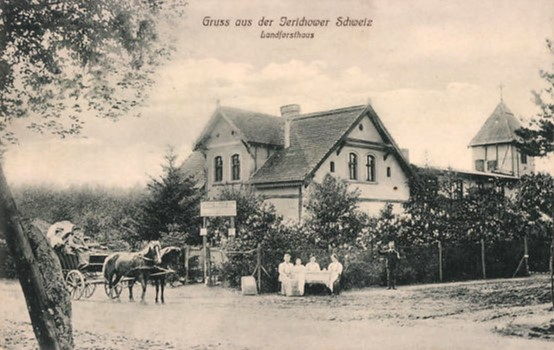
Postkarte Landforsthaus Jerichower Schweiz

Die Region gehört zu den historischen Ausläufern des Flämings, eines Höhenrückens, der sich während der Saaleeiszeit vor etwa 300.000 bis 130.000 Jahren bildete. Der Fläming wurde nach den Flamen benannt, die im 12. Jahrhundert Teile des Höhenzugs besiedelten. Die Landschaft des Jerichower Landes hat eine lange Siedlungsgeschichte und diente lange Zeit als Grenzgebiet zwischen deutschen und slawischen Kulturgruppen.
Die Bezeichnung „Jerichower Schweiz“ etablierte sich bereits im 19. Jahrhundert, als Naturfreunde aus Magdeburg, Burg und Brandenburg die landschaftliche Schönheit dieser Region entdeckten und diese als Wander-, Ausflugs- und Naturerholungsgebiet erschlossen. Besonders nach dem Bau der Kleinbahnstrecke zwischen Burg und Ziesar wurde das Gebiet für Tagesausflüge genutzt.

## Tourismus und Freizeit

### Wandern
Die Jerichower Schweiz ist ein beliebtes Ziel für Wanderer hierbei ist besonders das Dorf Magdeburgerforth ein zentraler Ausgangspunkt für Touren in die Umgebung. Der Heimatverein Gloinetal Magdeburgerforth bietet regelmäßig geführte Wanderungen durch die Region an.
Im Jahr 2012 fand im Fläming der 112. Deutsche Wandertag statt, hierzu wurden auch Wanderungen durch die Jerichower Schweiz angeboten.

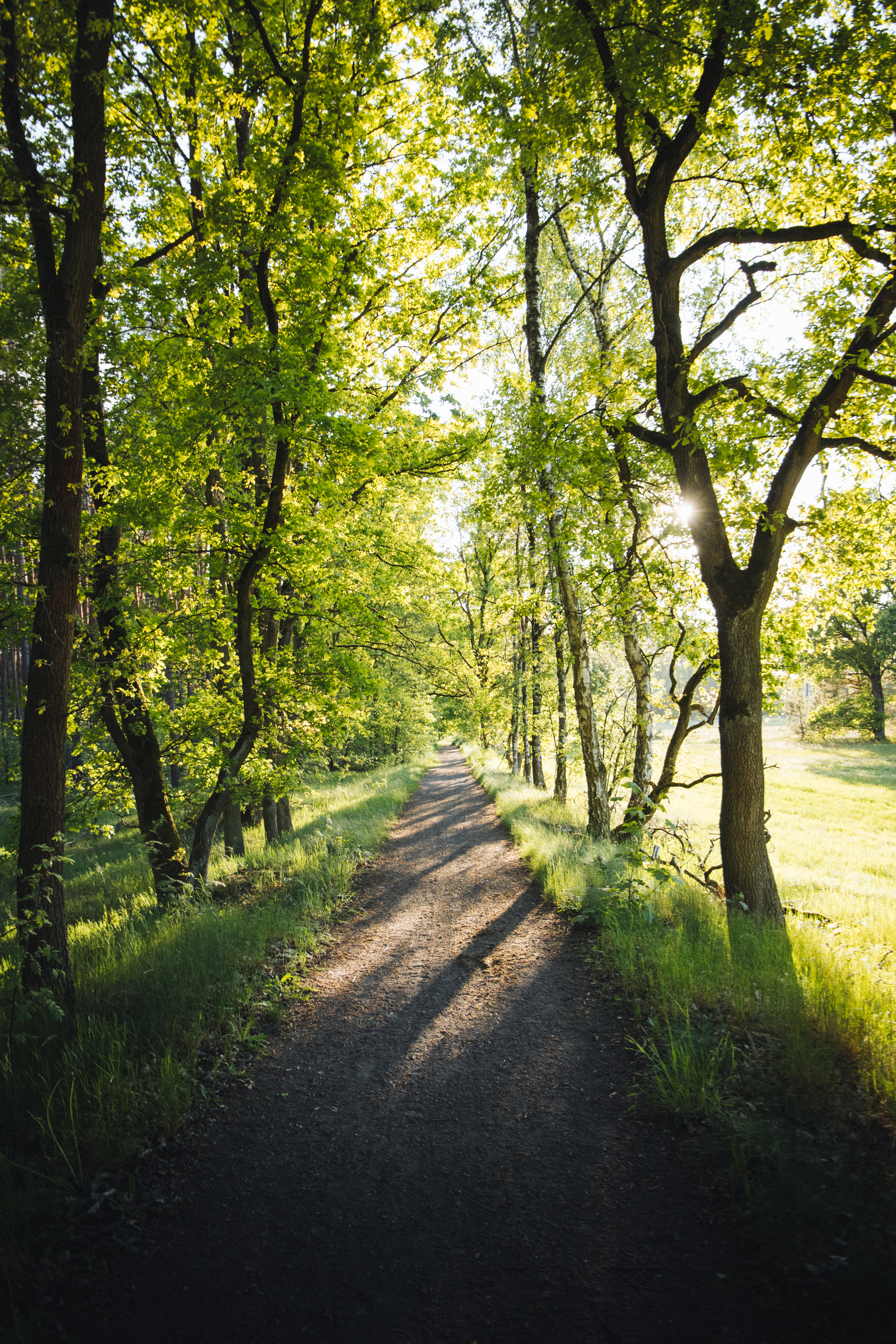
Radweg auf dem „Alten Bahndamm“ nahe Küsel.

### Radfahren
Die Jerichower Schweiz ist durch verschiedene Regionale und Überregionale Radwege sehr gut an das Radverkehrsnetz angeschlossen. Von Ziesar aus führt ein asphaltierter Radweg entlang der L52 über Schopsdorf bis nach Magdeburgerforth. Von Küsel aus kann man über Waldrogäsen, Wüstenjerichow und Drewitz bis nach Magdeburgerforth auf dem „Alten Bahndamm“ entlang fahren. Zudem sind die Orte Drewitz, Magdeburgerforth und Dretzen Teil des Radwegs Berlin-Hameln.

### Kleinbahn

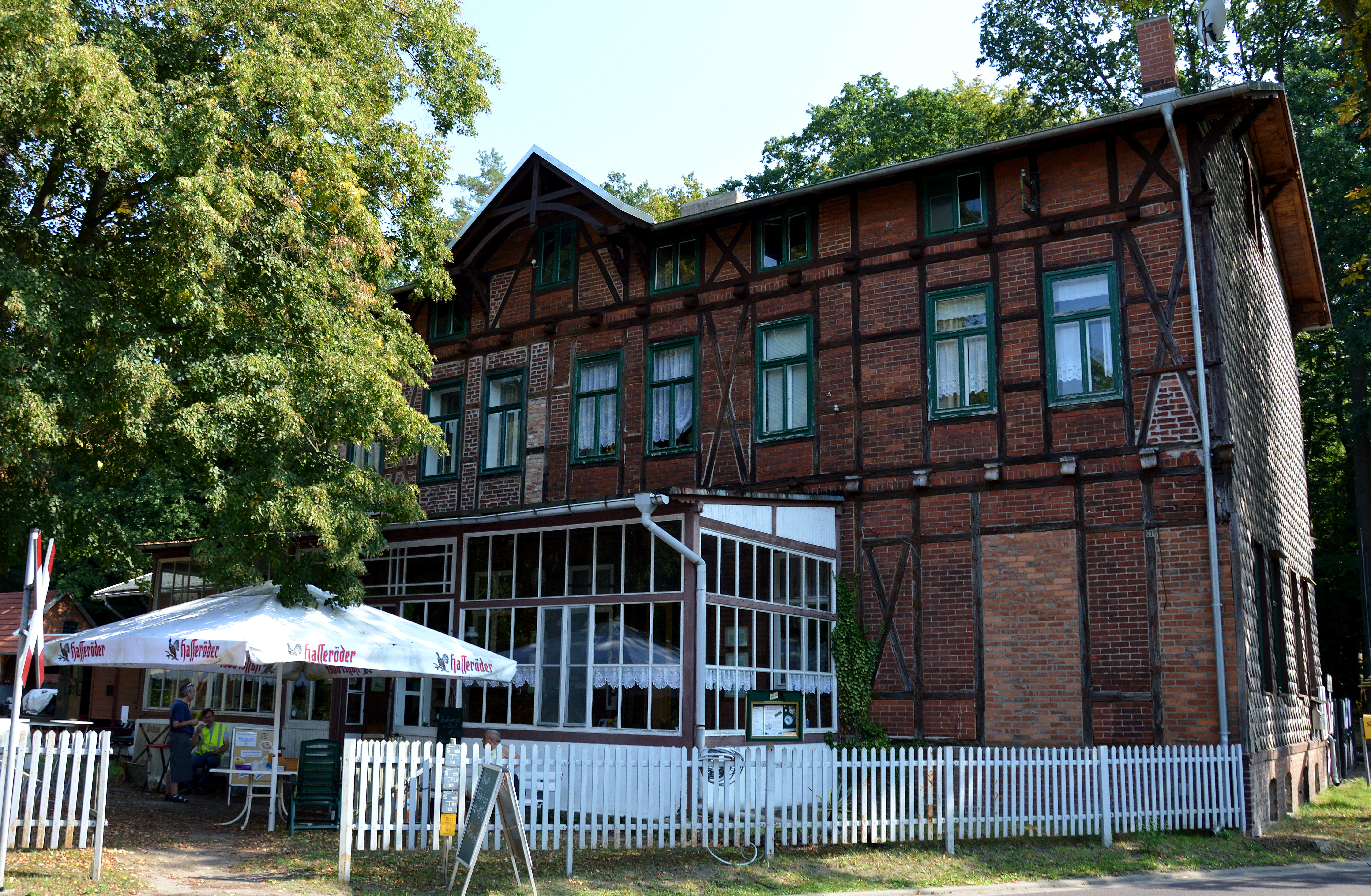
Bahnhof Magdeburgerforth

Der im Jahr 2000 gegründete Traditionsverein Kleinbahn des Kreises Jerichow I e.V. widmet sich dem Erhalt und Wiederaufbau der historischen Schmalspurbahnstrecke rund um Magdeburgerforth in der Jerichower Schweiz. Ziel des Vereins ist es, ein Stück regionaler Eisenbahngeschichte lebendig zu erhalten und für die Nachwelt erfahrbar zu machen.
Ein bedeutender Meilenstein in der Vereinsarbeit war im Jahr 2005 der Kauf des ehemaligen Bahnhofsgebäudes in Magdeburgerforth. Seither wurde dort ein liebevoll gestalteter Museumsbahnhof eingerichtet, der als Ausgangspunkt für Fahrten mit historischen Zügen dient und Einblicke in die Geschichte der Kleinbahn bietet.
Mit großem ehrenamtlichen Engagement verlegte der Verein seither mehrere hundert Meter Gleis. Entlang der rekonstruierten 1,8 Kilometer langen Strecke wurden mehrere Haltepunkte geschaffen: Lumpenbahnhof, Lindenstraße und Magdeburgerforth-Mitte. Die Strecke ist zwar kurz, bietet aber bei besonderen Veranstaltungen wie den regelmäßig stattfindenden Bahnhofsfesten ein authentisches Eisenbahnerlebnis mit historischen Fahrzeugen.
Der Verein ist somit nicht nur ein Bewahrer technischer Denkmäler, sondern auch ein Ort der Begegnung, Bildung und regionalen Identität. Mit seinem Engagement trägt er zur touristischen Attraktivität der Region bei und lässt die Geschichte der einstigen Kleinbahn des Kreises Jerichow I, die ursprünglich ein weitverzweigtes Streckennetz besaß, wieder aufleben.

### Unterkunft

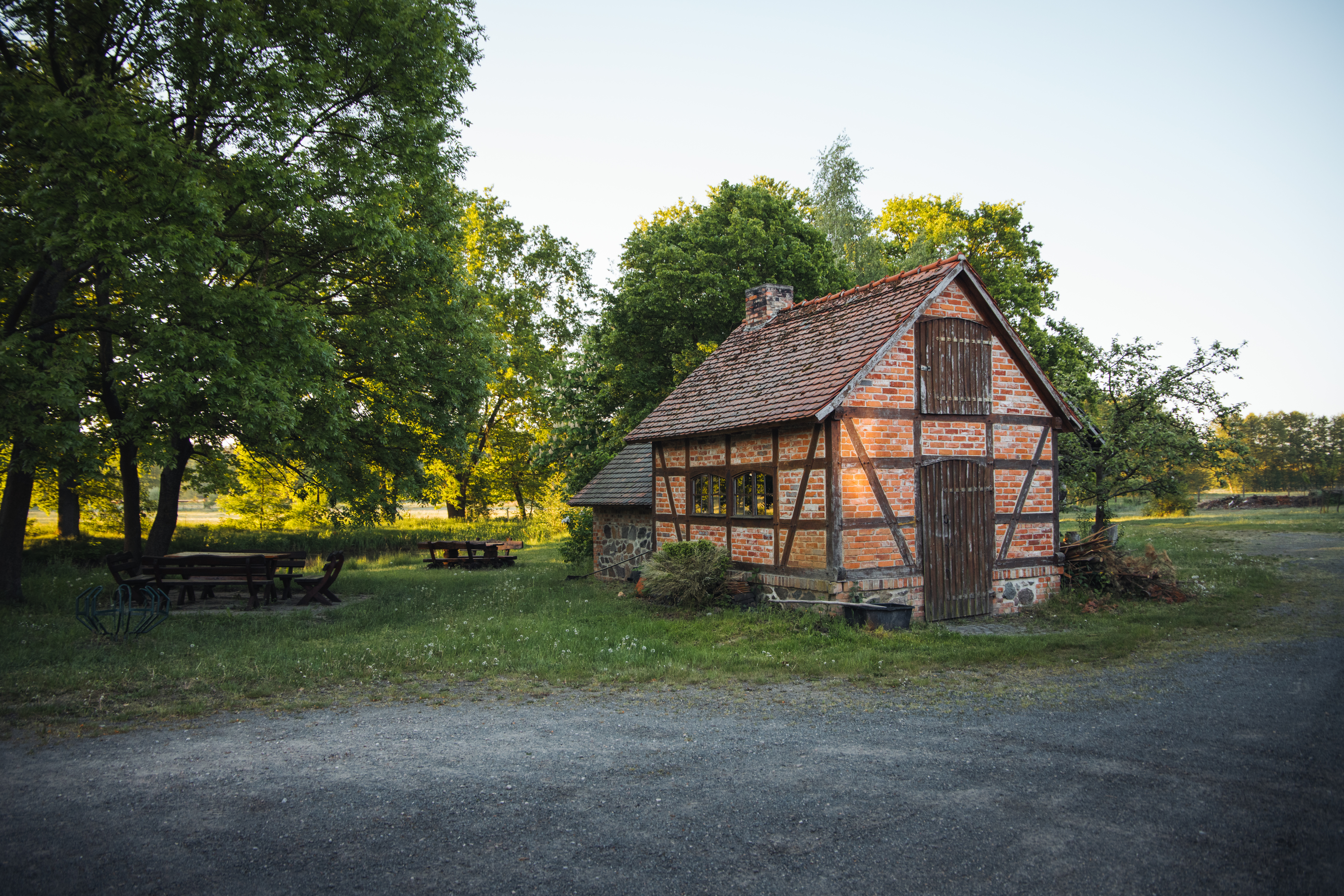
Backhaus des Jerichower Land-Hofs am Dorfteich Schopsdorf

Der Jerichower Land-Hof in Schopsdorf ist ein traditionsreicher Gasthof mit über 300-jähriger Geschichte. Bereits 1719 erhielt das Haus das Schankrecht und trug bis 1918 den Namen „Zum deutschen Kaiser“. Seit 1994 wird der Hof von der Familie Richert geführt und dient heute als kultureller Treffpunkt mit Gastwirtschaft, Hofladen und regelmäßigen Veranstaltungen.
Inmitten des Dorfes Schopsdorf gelegen, bietet der Land-Hof eine gemütliche Atmosphäre für Gäste. Die Unterkunft verfügt über Gästezimmer und einen Innenhof, der sich ideal für Veranstaltungen eignet. Besonders beliebt sind die regelmäßig stattfindenden Backtage, bei denen Besucher frisches Sauerteigbrot aus dem hofeigenen Backhaus genießen können.
Darüber hinaus ist der Jerichower Land-Hof ein beliebter Ort für Hochzeiten und Feierlichkeiten. Mit seinem rustikalen Charme und der idyllischen Umgebung bietet er eine passende Kulisse für besondere Anlässe.

### Gastronomie
Der Fischereibetrieb Marx in Wüstenjerichow ist ein traditionsreicher Familienbetrieb mit über 100-jähriger Geschichte. Bereits 1903 wurde die Teichwirtschaft vom damaligen Besitzer Leutnant a. D. Günther von Wulffen gegründet. Nach dem Zweiten Weltkrieg wurde sie ab 1983 durch den VEB Binnenfischerei Magdeburg wieder aufgebaut. Seit 1996 ist die Fischerei in Besitz der Familie Marx und hat sich seitdem zu einem beliebten Ausflugsziel für Fischliebhaber und Naturfreunde entwickelt.
In der hofeigenen Gaststätte können Besucher frisch zubereitete Fischgerichte genießen, darunter Forellen und andere regionale Spezialitäten. Die gemütliche Atmosphäre und die ländliche Umgebung machen den Besuch zu einem besonderen Erlebnis. Zudem bietet der Betrieb einen Fischverkauf an, bei dem frischer und geräucherter Fisch direkt erworben werden kann.
Für Angler steht das sogenannte „Angelland“ zur Verfügung, das täglich geöffnet ist und die Möglichkeit bietet, selbst zu angeln. Regelmäßig finden auch Veranstaltungen wie das traditionelle Fischerfest statt, das jährlich zahlreiche Besucher anzieht.

## Sehenswürdigkeiten

### Magdeburgerforth

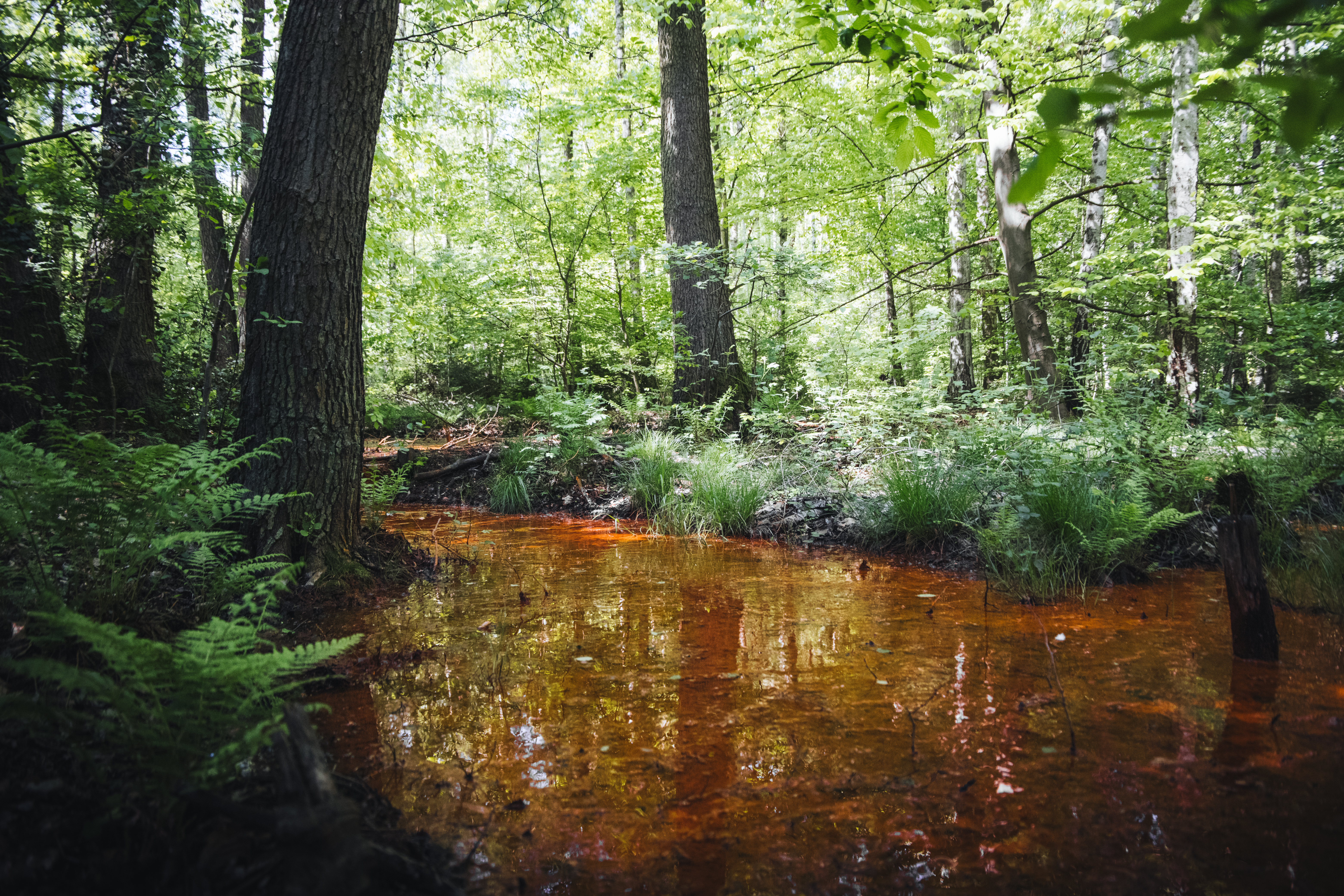
Ottoquelle bei Magdeburgerforth

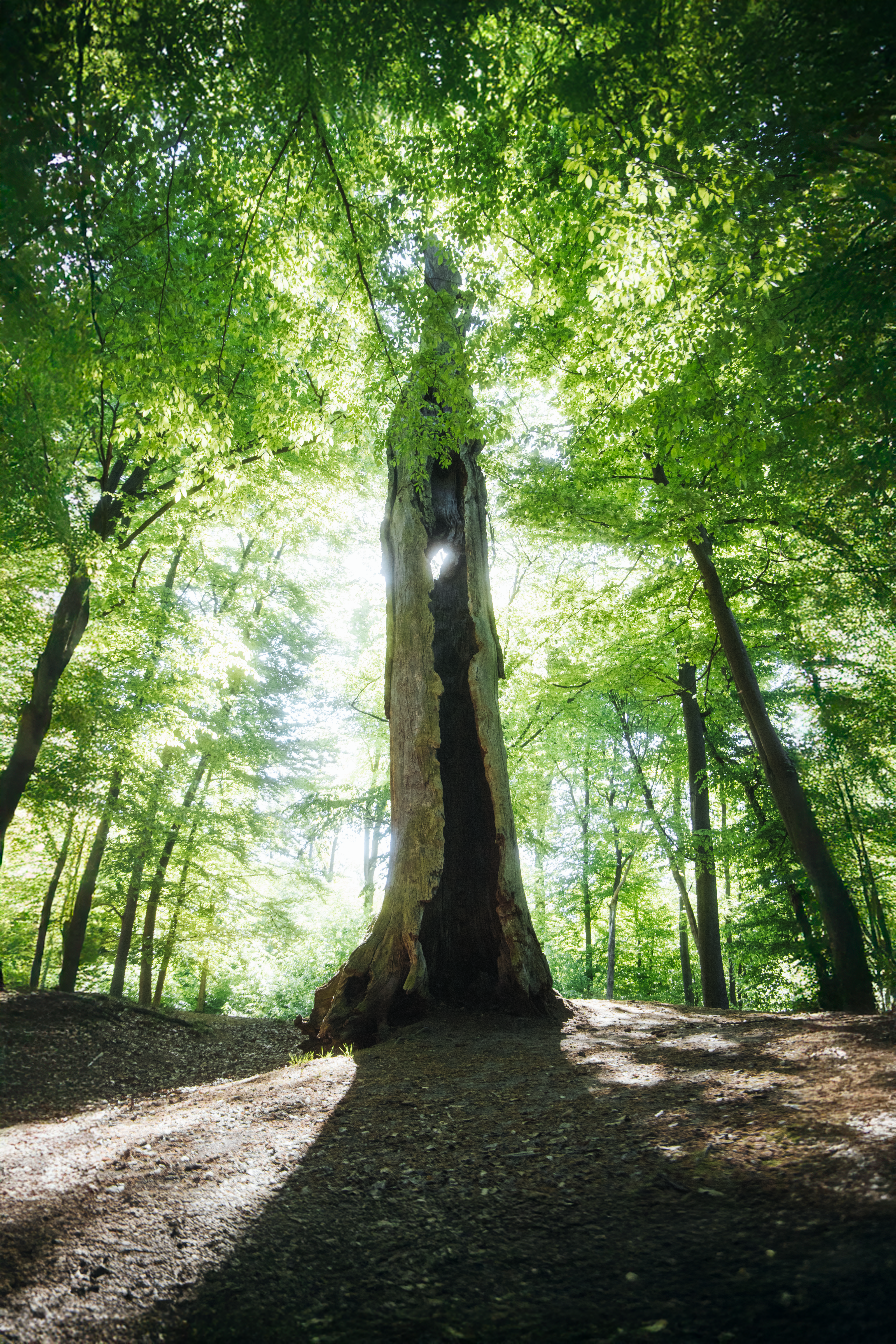
Friedrichseiche bei Magdeburgerforth

- Bahnhof und Eisenbahnmuseum Magdeburgerforth[11]
- Waldkirche Magdeburgerforth
- Villa des Betriebsferienheims VEG Kampf[12][13][14]
- Ottoquelle (Benannt nach dem Forstmeister Otto Vater.)
- Friedrichseiche Magdeburgerforth (benannt nach Friedrich dem Großen, der hier einst eine Rast eingelegt haben soll)
- Donnereiche: Nördlich von Magdeburgerforth befindet sich die sogenannte Donnereiche, welche am 11. April 1892 durch den königlich preußischen Oberlandforstmeister Carl Julius Eduard Donner gepflanzt wurde. Zum Fuß des Baums befindet sich ein Gedenkstein.[15]
- Anny Buche
- Dorfteich Magdeburgerforth
- Hotel „Drei Linden“[16]

### Schopsdorf
- Jerichower Land-Hof
- Mühlteich Schopsdorf

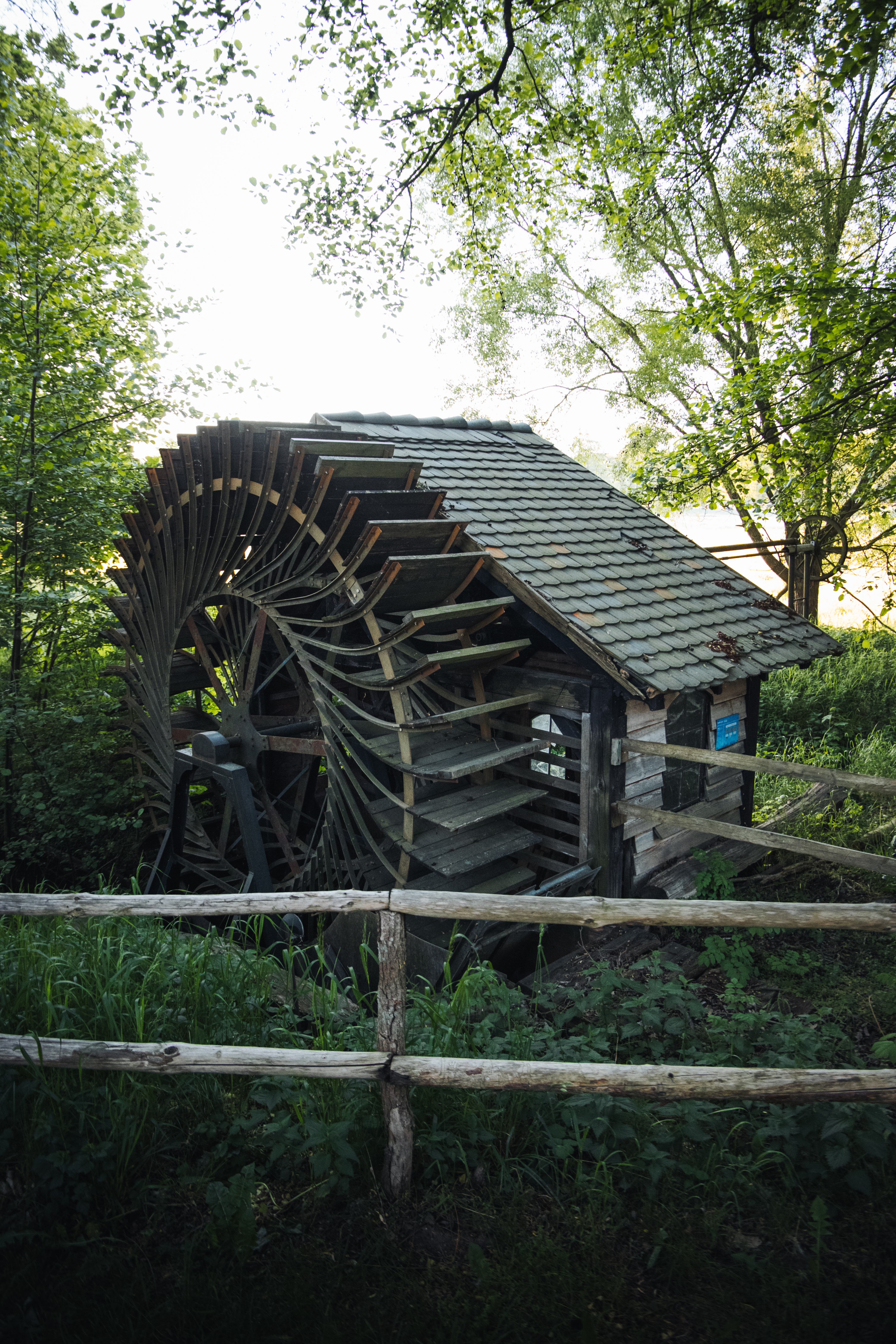
Denkmahl Unterschlächtiges Wasserrad Schopsdorf

- Unterschlächtiges Wasserrad Schopsdorf

### Drewitz
- Dorfkirche Drewitz
- Schads Mühle

### Dörnitz

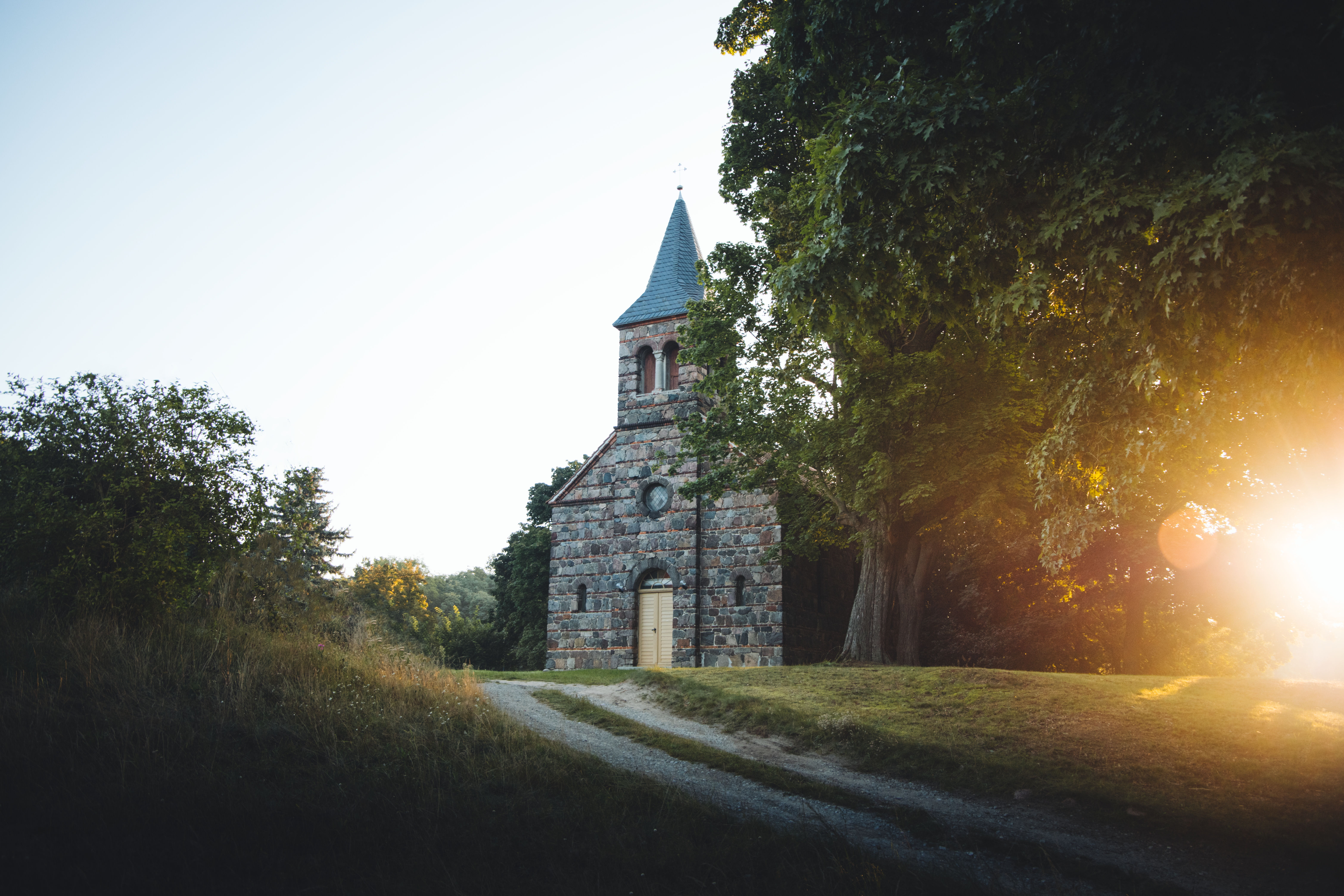
Dorfkirche Dörnitz

- Dorfkirche Dörnitz
- Dorfteich Dörnitz
- Friedenseiche

### Altengrabow
- Monument Stalag XI A
- Berghotel Altengrabow

### Waldrogäsen

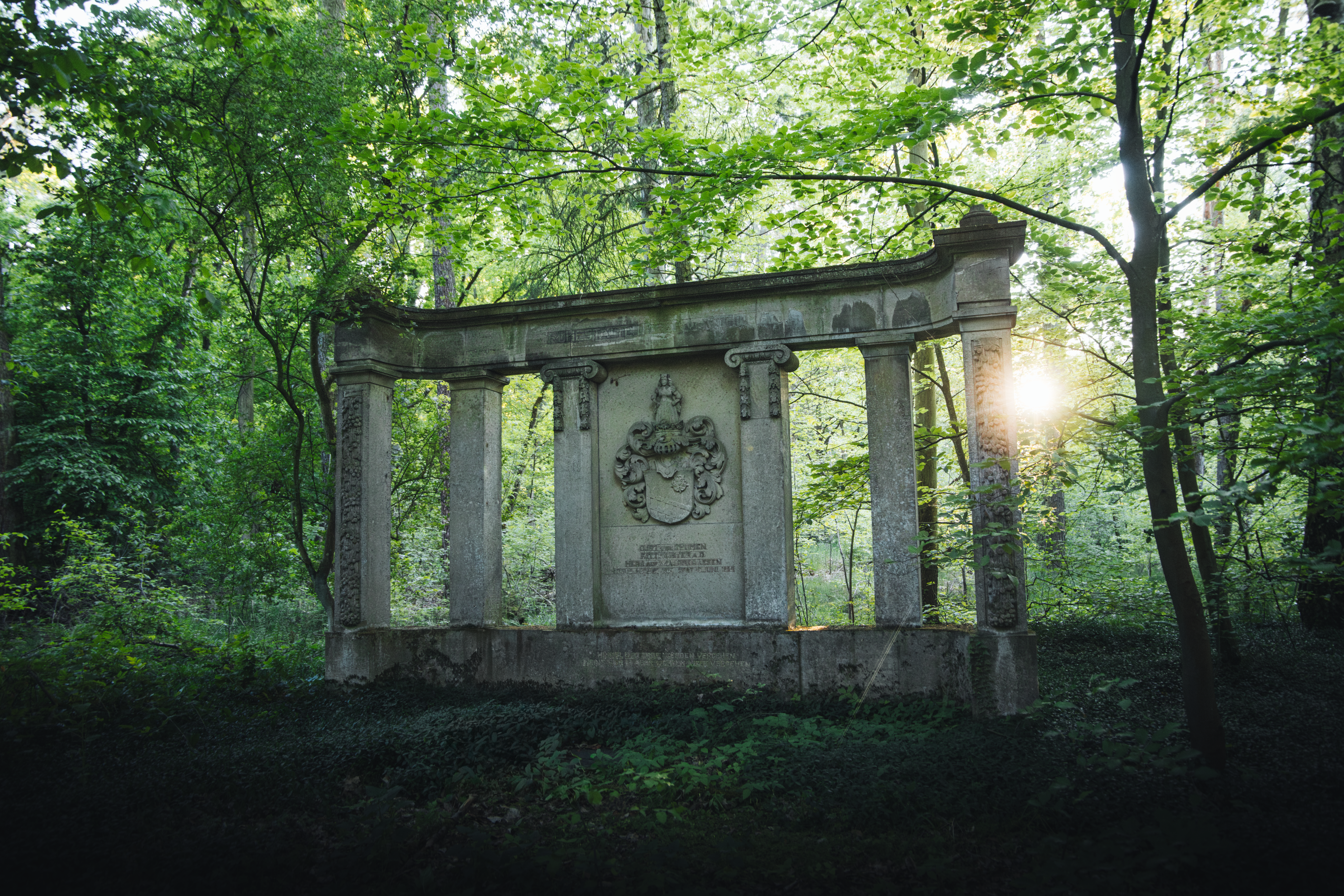
Waldfriedhof Waldrogäsen

- Schloss Waldrogäsen
- Schlosspark Waldrogäsen
- Waldfriedhof Waldrogäsen

### Wüstenjerichow
- Fischerei Marx[17]
- Gutshaus Wüstenjerichow
- Wetterstein[18]
- Dorfpark Wüstenjerichow

## Lieder und Gedichte
Conrad Schröder aus Magdeburg verfasste um 1900 folgenden Text über die Jerichower Schweiz in der Publikation Die Provinz Sachsen in Wort und Bild:
Vogelsang und Blumenduft,

Reine, frische Waldesluft,

Dichtes Laub mit kühlem Schatten,

Bunte Blumen, grüne Matten:

Sehet ihr, das ist der Reiz,

Uns’rer Jerichower Schweiz!